# メアリー・オブ・モデナ
メアリー・オブ・モデナ（Mary of Modena, 1658年10月5日 - 1718年5月7日）は、イングランド・スコットランド及びアイルランドの国王ジェームズ2世（スコットランド王としては7世）の王妃。父はエステ家のモデナ公アルフォンソ4世・デステ。母ラウラ・マルティノッツィはジュール・マザラン枢機卿の姪。
イタリア語名はマリーア・ベアトリーチェ・エレオノーラ・アンナ・マルゲリータ・イザベッラ・デステ（Maria Beatrice Eleonora Anna Margherita Isabella d'Este）。

## 生涯

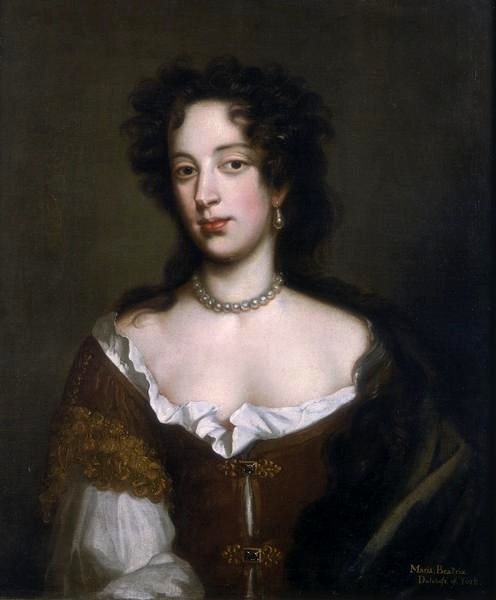
メアリー・オブ・モデナ（1680年）

1673年に、当時ヨーク公だったジェームズと成婚した。プロテスタント派とカトリック派の対立が続く中、カトリックであるジェームズと公妃には風当たりが強かった。兄王チャールズ2世は数多くの庶子の父でありながら嫡出子がなく、ジェームズには既に前妻アン・ハイド（ジェームズの即位前に死去）との間の2女、メアリーとアンがプロテスタントとして成長しており、この2人のどちらかがいずれ女王になることが想定されていた。もしメアリー公妃に男子が誕生すれば、その子が王位につくのが順当であったが、プロテスタントにとってはジェームズとその息子とカトリックの王が続くことになるという危機的状況であった。
15歳で40歳のジェームズと結婚したメアリーであったが、1675年から1682年までに生んだ1男4女は全て夭逝し、その後は妊娠の兆候もなくなった。1685年に亡くなったチャールズ2世の後を継いでジェームズ2世が即位すると、メアリーは王妃となった。
1687年、メアリーの妊娠が発表された。反ジェームズ派からは「クッションを腹に当てて妊娠を装っている」との風評が流された。翌1688年6月10日、王子ジェームズ・フランシス（後の「老僭王」）が誕生したが、「女児を産んだのに男児に取り替えた」と貴族間で噂されたという。この王子出産をきっかけにして、11月5日に名誉革命が起こった。
12月12日、ホワイトホール宮殿から王子と共に脱出し、フランスへ亡命した。亡命中はフランスから丁重に扱われ、住居として城が提供された。1692年に王女ルイーザ・マリア・テレーザを出産している。1701年にジェームズ2世が死亡すると、幼いジェームズに後を継がせ、ジャコバイトたちの精神的な柱となった。
1718年、パリで乳癌のため死去した。シャイヨの僧院にあった墓は、フランス革命の最中に破壊された。

## 子女
1. キャサリン・ローラ（1675年 - 1676年）
2. イザベラ（1676年 - 1681年）
3. チャールズ（1677年 - 1677年） - ケンブリッジ公
4. エリザベス（1678年 - 1678年）
5. シャーロット・メアリー（1682年 - 1682年）
6. ジェームズ・フランシス・エドワード（1688年 - 1766年） - イングランド王位僭称者、「老僭王」
7. ルイーザ・マリア・テレーザ（1692年 - 1712年）